# 西脇宗吉
西脇 宗吉（にしわき そうきち、1889年（明治22年）12月28日 - 1957年（昭和32年）7月17日）は、大日本帝国陸軍軍人。最終階級は陸軍中将。

## 経歴
1889年（明治22年）に和歌山県で生まれた。陸軍士官学校第22期卒業。1937年（昭和12年）に陸軍歩兵大佐に進級し、朝鮮軍高級副官に就任、1938年（昭和13年）には大阪連隊区司令官に転じた。
1940年（昭和15年）に陸軍少将に進級し、第16師団司令部附となる。1941年（昭和16年）10月に第53師団兵務部長を経て、1942年（昭和17年）に歩兵第61旅団長（第13軍・第70師団）に就任し、中国戦線に出動、杭州周辺の警備に当たった。1945年（昭和20年）2月20日に羅南師管区司令官に転じ、3月1日に陸軍中将に進級。4月1日には羅南師管区司令官に親補された。
1948年（昭和23年）1月31日、公職追放仮指定を受けた。